# الوجر الاسفل (السوادية)

تعديل مصدري - تعديل

الوجر الاسفل هي إحدى قرى عزلة ال منصور بني وهب بمديرية السوادية التابعة لمحافظة البيضاء، بلغ تعداد سكانها 238 نسمة حسب تعداد اليمن لعام 2004.